# Rauchboje

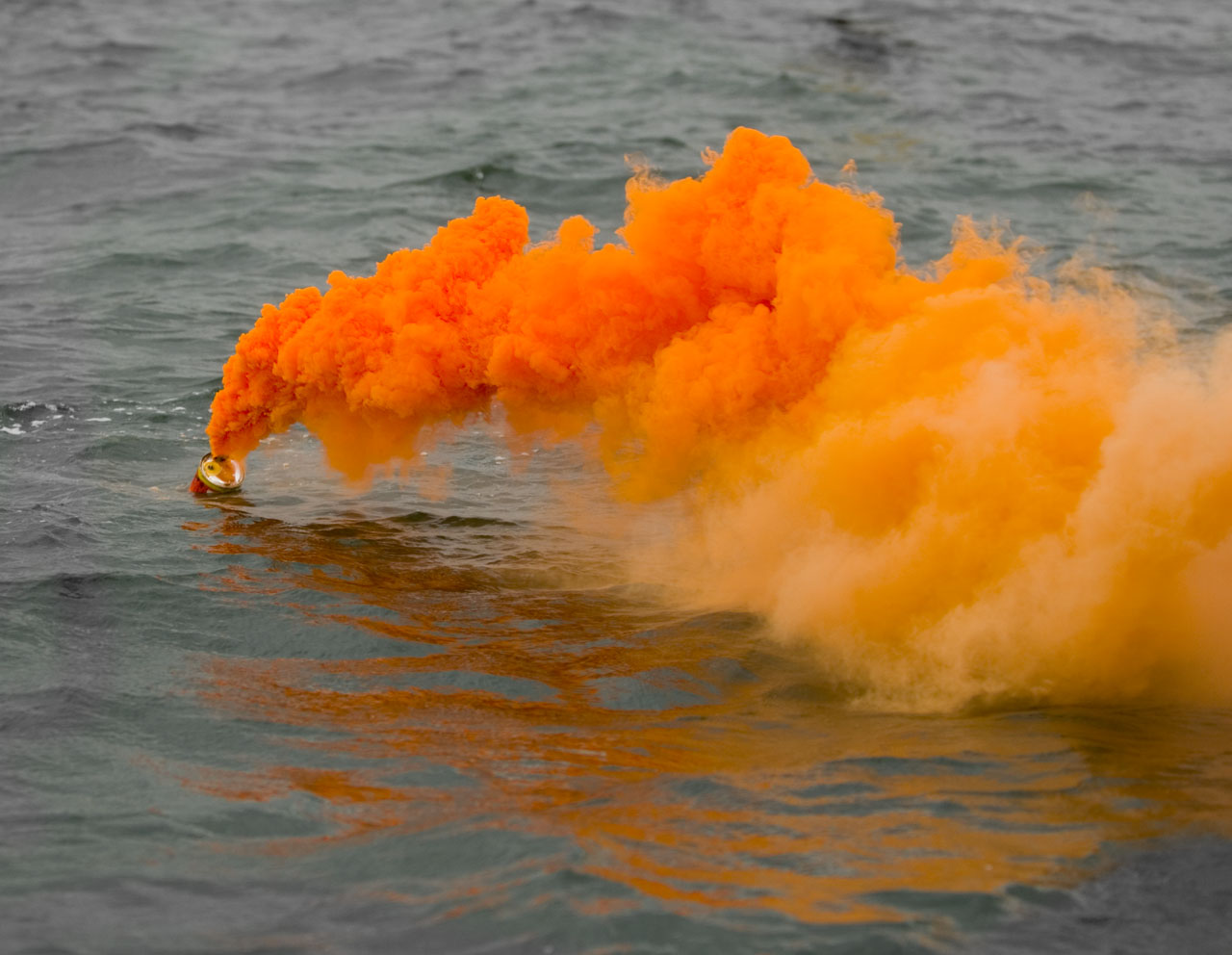
Rauchboje

Eine Rauchboje ist ein in der Schifffahrt eingesetztes Rettungshilfsmittel, um eine über Bord gefallene Person wiederfinden zu können.

## Aufbau und Funktion
Bei einer Rauchboje handelt es sich um einen schwimmfähigen Körper, der chemische Substanzen zur Rauchentwicklung enthält. Nach Aktivierung der Boje entsteht eine starke, meist farbige Rauchsäule auf der Wasseroberfläche, die weithin sichtbar die Position der Boje markiert. Der untere Schaft ist beschwert, so dass sie immer aufrecht schwimmen und der Rauch nach oben in die Luft austreten kann.
Eine Rauchboje wird vorwiegend zur Rettung von Personen im Mann-über-Bord-Manöver eingesetzt. Sie markiert die Stelle, an der die Person über Bord gegangen ist und macht sie so für das eigene und andere Schiffe erkennbar.